# Молодіжна збірна Ємену з футболу
Молодіжна збірна Ємену з футболу — національна молодіжна футбольна збірна Ємену, що складається у залежності від турніру із гравців віком до 19 або до 20 років. Вважається основним джерелом кадрів для підсилення складу основної збірної Ємену. Керівництво командою здійснює Федерація футболу Ємену.
Команда має право участі у Юнацькому кубку Азії до 19 років, у випадку успішного виступу на якому може кваліфікуватися на молодіжний чемпіонат світу до 20 років. Також може брати участь у товариських і регіональних змаганнях.

## Виступи на міжнародних турнірах

### Чемпіонат світу U-20
| Рік        | Результат          | І                  | В                  | Н                  | П                  | Г+                 | Г-                 |                    |
| ---------- | ------------------ | ------------------ | ------------------ | ------------------ | ------------------ | ------------------ | ------------------ | ------------------ |
| 1977~ 2025 | не кваліфікувалася | не кваліфікувалася | не кваліфікувалася | не кваліфікувалася | не кваліфікувалася | не кваліфікувалася | не кваліфікувалася | не кваліфікувалася |
| Усього     |                    | 0                  | 0                  | 0                  | 0                  | 0                  | 0                  |                    |

### Юнацький (U-19) кубок Азії з футболу
| Рік    | Результат          | І  | В | Н | П  | Г+ | Г- |
| ------ | ------------------ | -- | - | - | -- | -- | -- |
| 1975   | *                  | 5  | 2 | 1 | 2  | 7  | 8  |
| 1978   | *                  | 4  | 1 | 1 | 2  | 6  | 3  |
| 2004   | груповий етап      | 3  | 0 | 0 | 3  | 1  | 8  |
| 2006   | не кваліфікувалася | –  | – | – | –  | –  | –  |
| 2008   | груповий етап      | 3  | 0 | 0 | 3  | 1  | 11 |
| 2010   | груповий етап      | 3  | 0 | 0 | 3  | 1  | 7  |
| 2012   | не кваліфікувалася | –  | – | – | –  | –  | –  |
| 2014   | груповий етап      | 3  | 1 | 1 | 1  | 3  | 3  |
| 2016   | груповий етап      | 3  | 0 | 0 | 3  | 0  | 5  |
| Усього | 7 років            | 24 | 4 | 3 | 17 | 19 | 45 |